# کریس سندرز (کارگردان)
کریستوفر مایکل سندرز (انگلیسی: Christopher Michael Sanders؛ زادهٔ ۱۲ مارس ۱۹۶۲) فیلم‌ساز، پویانما و صداپیشهٔ آمریکایی است. آثار او عبارتند از لیلو و استیچ (۲۰۰۲) و چگونه اژدهای خود را تربیت کنیم (۲۰۱۰) که هر دوی آن‌ها را با دین دبلوا نویسندگی و کارگردانی کرده است، غارنشینان (۲۰۱۳) با کیرک دمیکو، آوای وحش (۲۰۲۰) و ربات وحشی (۲۰۲۴).

## فیلم‌شناسی

#### فیلم‌سازی
| سال  | عنوان                                       | کارگردان | نویسنده | دیگر | توضیحات                             |
| ---- | ------------------------------------------- | -------- | ------- | ---- | ----------------------------------- |
| ۱۹۸۸ | Garfield: His 9 Lives (تلویزیون)            | نه       | نه      | آری  | طراح انیمیشن (بخش "Diana's Piano")  |
| ۱۹۹۰ | امدادگران: مأموریت زیرزمینی                 | نه       | نه      | آری  | طراح شخصیت / توسعه بصری             |
| ۱۹۹۱ | دیو و دلبر                                  | نه       | داستان  | آری  | هنرمند توسعه بصری                   |
| ۱۹۹۲ | علاءالدین                                   | نه       | داستان  | نه   |                                     |
| ۱۹۹۴ | شیرشاه                                      | نه       | داستان  | آری  | طراح تولید                          |
| ۱۹۹۸ | مولان                                       | نه       | آری     | آری  | سرپرست داستان                       |
| ۱۹۹۹ | فانتازیا ۲۰۰۰                               | نه       | مفهوم   | نه   | بخش "Pines of Rome"                 |
| ۲۰۰۲ | لیلو و استیچ                                | آری      | آری     | آری  | با دین دبلوا؛ طراح شخصیت            |
| ۲۰۱۰ | چگونه اژدهای خود را تربیت کنیم              | آری      | آری     | نه   | با دین دبلوا                        |
| ۲۰۱۳ | غارنشینان                                   | آری      | آری     | نه   | با کیرک دمیکو                       |
| ۲۰۱۴ | چگونه اژدهای خود را تربیت کنیم ۲            | نه       | نه      | آری  | مدیر اجرایی تولید                   |
| ۲۰۱۹ | چگونه اژدهای خود را تربیت کنیم: دنیای پنهان | نه       | نه      | آری  | مدیر اجرایی تولید                   |
| ۲۰۲۰ | آوای وحش                                    | آری      | نه      | نه   | لایواکشن و نخستین کارگردانی انفرادی |
| ۲۰۲۰ | غارنشینان: عصر جدید                         | نه       | داستان  | نه   |                                     |
| ۲۰۲۴ | ربات وحشی                                   | آری      | آری     | نه   |                                     |
| ۲۰۲۵ | چگونه اژدهای خود را تربیت کنیم              | نه       | نه      | آری  | مدیر اجرایی تولید                   |

### صداپیشه
| سال  | عنوان                      | نقش                   | یادداشت |
| ---- | -------------------------- | --------------------- | ------- |
| ۱۹۹۸ | مولان                      | برادر کوچک (سگ مولان) |         |
| ۱۹۹۹ | تارزان                     | بچه بابون             |         |
| ۲۰۰۲ | لیلو و استیچ               | استیچ                 |         |
| ۲۰۰۳ | استیچ!                     | استیچ                 |         |
| ۲۰۰۵ | لیلو و استیچ ۲: مشکل استیچ | استیچ                 |         |
| ۲۰۱۳ | غارنشین‌ها                  | کمربند                |         |
| ۲۰۱۴ | پنگوئن‌های ماداگاسکار       | پنگوئن قطب‌جنوب        |         |
| ۲۰۲۰ | غارنشین‌ها: عصر جدید        | کمربند                |         |